# Philippe Guignet
Philippe Guignet, né le 4 mai 1948, est un historien moderniste et un universitaire français, professeur à l'université Lille-III.
Président du Cercle archéologique et historique de Valenciennes et de son arrondissement depuis 2012, Philippe Guignet est par ailleurs directeur de la Revue du Nord, revue d'histoire et d'archéologie des universités du Nord de la France, créée par Alexandre de Saint-Léger, publiée depuis 1910.

## Publications
- Le Pouvoir dans la ville au XVIIIe siècle. Pratiques politiques, notabilité et éthique sociale de part et d'autre de la frontière franco-belge, thèse d'État, 1988, publiée en 1990, éditions de l'EHESS.
- Françoise Bayard et Philippe Guignet, L'économie française aux XVIe, XVIIe et XVIIIe siècles, Gap, Ophrys, coll. « Synthèse Σ Histoire »,‎ 1991, 264 p. (ISBN 2-7080-0645-2).
- Les Sociétés urbaines dans la France moderne, 239 p., éditions Ellipses, Paris, 2006
- Nouvelle histoire de Valenciennes, 269 p, éditions Privat, Toulouse, 2006.
- Vivre à Lille sous l'Ancien Régime. Éditions Perrin 1999 •  (ISBN 2 262011 30 3).